# Vincenzo Mastronardi
Vincenzo Mastronardi (Ferrandina, 1834 – dicembre 1861) è stato un brigante italiano.

## Biografia
Barbiere di professione, soprannominato Staccone, evase dal carcere di Potenza dove era detenuto per reati comuni e nell'agosto del 1860, si unì ai garibaldini per partecipare ai moti unitari, nella speranza di perdono per i reati commessi in precedenza, come stabilito da Camillo Boldoni, membro del comitato insurrezionale lucano. Non avendo ricevuto la grazia, diventò uomo fidato di Carmine Crocco, sotto il nome di "Amato" o "D'Amato", partecipando alle spedizioni del capobrigante rionerese, che gli conferì il grado di Colonnello. All'apice delle scorribande brigantesche, mentre entrava a Rapolla pronunciò la seguente frase: «Si dice che Francesco II è un ladro. Or bene: io ladro di professione, vengo a restaurare un ladro sul trono».
Arrestato a Boiano, provincia di Campobasso, nell'estate del 1861, fu condotto a Picerno con altri tre briganti (Francesco Pugliese, Nicola Cilenti e Luigi Romaniello) e poi condotto nel carcere di Potenza. Tra il 6 e il 7 dicembre dello stesso anno, durante una notte scossa da neve e vento, Luigi Palese, capo custode delle carceri, entrò nella cella in cui erano rinchiusi i briganti e, svegliandoli, ordinò di prepararsi per essere tradotti a Salerno. Mastronardi sospettava la sua morte ed esclamò: «ho capito ora ce la fanno», sebbene il carceriere li invitò a calmarsi.
Nella medesima notte, i briganti vennero assassinati. Non si sa con certezza la dinamica della morte, si ritiene che, durante il tragitto, i prigionieri furono uccisi a colpi di baionetta in un tentativo di fuga ma sorse anche il dubbio che i detenuti vennero freddati senza aver commesso nulla di eversivo, poiché, non essendo fuggito poco dopo l'arresto quando era sciolto e con poca scorta, risulta piuttosto strano che Mastronardi abbia tentato di scappare durante il serrato trasferimento a Salerno. La verità non si seppe mai. I cadaveri vennero esposti, il giorno seguente, presso la "Piazza Sedile" di Potenza. Giacevano su un carro ricoperto di neve.